# Lefty SM
Juan Carlos Sauceda Vásquez (San Luis Río Colorado, Sonora; 22 de abril de 1992- Zapopan, Jalisco; 3 de septiembre de 2023), conocido como Lefty SM, fue un rapero y cantante mexicano.

## Trayectoria
Lefty SM creció en una familia clase media baja, en donde su padre ejercía la profesión de soldador, a quien ayudaba dentro de su taller, es ahí en donde se relaciona con los corridos y la música regional, combinándolo con su gusto por 50 Cent, Eminem y Gorillaz bajo esta influencia empieza a componer canciones. En 2010 inicia en el mundo musical donde mezcló ritmos como el rap y el regional mexicano. Sus letras hablaban de sus experiencias y cosas cotidianas de la vida. Su primer álbum, Avión De Papel, lanzado en 2019, sentó las bases de su estilo y versatilidad.
Lefty fue firmado por la Disquera independiente Alzada, luego de ser descubierto por el productor Alan "Alzada" Ledesma.

### Colaboraciones
Realizó diversas colaboraciones en el transcurso de su corta carrera Gera Mx, Jamby El Favo, Toser One, Santa Fe Klan, entre otros. Experimentó con diversos ritmos, en donde participó con artistas como El Komander, Luis R. Conríquez,  Enigma Norteño, Caloncho, Grupo Cañaveral.

### Por mi México
En agosto de 2023 decide relanzar el sencillo Por mi México en colaboración con Santa Fe Klan, Dharius. C-Kan. MC Davo y Neto Peña. 
Este sencillo, que en tan solo dos semanas desde su lanzamiento acumuló 3 millones de visitas en plataformas digitales, se ha convertido en un himno para la lucha de la comunidad hispana en Estados Unidos.
A partir de la entrada de Donald Trump al gobierno en su segundo mandato, quien recrudeció sus políticas migratorias, cientos de mexicanos y mexicanas comenzaron a protestar con banderas, sombreros y sarapes, adoptando esta canción como un himno de lucha y un grito de guerra para enfrentar las deportaciones masivas que se registran en diversos estados.
La canción refleja la preocupación por los jóvenes que crecen en situaciones adversas en México y que emigran a Estados Unidos, adoptándose como un tema representativo de la cultura mexicana,

## Asesinato
Durante la noche del 2 de septiembre de 2023, aproximadamente a las 22:50 horas, tres hombres armados entraron a su casa para intentar secuestrarlo. Lefty se encontraba en su dormitorio junto a su esposa. El rapero se resistió y peleó hasta que uno de sus atacantes le disparó en el abdomen y pierna para luego abandonar la casa. De acuerdo con el peritaje, los sujetos huyeron en un vehículo de color blanco, sin que el personal de seguridad privada tuviera conocimiento de su ingreso al fraccionamiento. El artista fue llevado a un hospital privado, donde fue declarado muerto a las 01:15 horas del día siguiente.